# Hugo von Buttel-Reepen
Hugo-Berthold von Buttel-Reepen (ursprünglich Reepen) (* 12. Februar 1860 in Bremen; † 7. November 1933 in Oldenburg) war ein deutscher Zoologe, Bienenforscher und Museumsdirektor.

## Leben
Hugo-Bertold Reepen wurde 1860 als Sohn des Bremer Kaufmanns Georg Reepen (1818–1906) und dessen Frau Astra Helene, geborene von Buttel (1835–1878), geboren. Seine Mutter war die Tochter des oldenburgischen Ministerpräsidenten Dietrich Christian von Buttel; sein Urgroßvater mütterlicherseits war Johann Heinrich von Thünen.
Reepen besuchte das Gymnasium in Bremen und Oldenburg und begann danach zunächst eine landwirtschaftliche Lehre in Mecklenburg und Holstein. Diese musste er jedoch wegen einer Lungenerkrankung abbrechen. 1885 reiste er nach Ostindien, wo er sich als Kaufmann und Plantagenbesitzer niederlassen wollte. Wegen einer Malariaerkrankung musste er diese Pläne im Jahr 1887 allerdings aufgeben und kehrte zurück nach Deutschland, wo er nach einem längeren Rekonvaleszenzurlaub zu seiner Tante Minna von Buttel (* 1838, † 1931) zog. Diese adoptierte ihn im Jahr 1900, so dass er ab da den Namen von Buttel-Reepen trug.
Bereits während des Aufenthaltes in Indien entwickelte er naturwissenschaftliche und völkerkundliche Interessen. 1897 unternahm er deshalb eine ausgedehnte Reise nach Chile.
Um eine wissenschaftliche Ausbildung nachzuholen, begann er 1898 im Alter von 38 Jahren ein Universitätsstudium der Zoologie und Paläontologie, das er 1902 mit einer Promotion im Fach Zoologie zum Dr. rer. nat. in Freiburg abschloss. Anschließend ging er nach Oldenburg zurück und widmete sich als Privatgelehrter naturwissenschaftlichen Studien. Sein Vermögen erlaubte ihm, frei von finanziellen Zwängen seinen Interessen nachzugehen. In Oldenburg konzentrierte er seine Forschungen vor allem auf die Stammesgeschichte, das Verhalten und die Biologie der Bienen, über die er zahlreiche Aufsätze und Untersuchungen veröffentlichte. 1911/12 unternahm er im Auftrag der Preußischen Akademie der Wissenschaften eine Forschungsreise nach Java, Sumatra und Malakka zum Studium der staatenbildenden Insekten. Buttel-Reepen widmete sich daneben auch intensiv der Praxis der Bienenzucht. Er war Mitbegründer des Bienenwirtschaftlichen Zentralvereins in Oldenburg, in dem er eine führende Rolle spielte. Außerdem gründete er 1921 die Oldenburger Imkerschule, deren Leitung er übernahm, und war Vorsitzender des Forschungsausschusses des Deutschen Imkerbundes. Nach dem Verlust seines Vermögens durch die Deutsche Inflation musste sich Buttel-Reepen dann doch um eine Anstellung bemühen. Von 1922 bis 1924 war er bei der Landesbrandkasse angestellt und wurde danach zum Direktor des staatlichen naturwissenschaftlichen Museums ernannt, das er bis zu seinem Tode leitete. Buttel-Reepen starb am 7. November 1933 in Oldenburg.

## Bienenwissenschaftliche Studien
Als Imker beschäftigte sich Buttel-Reepen intensiv mit der Bienenkunde. Er veröffentlichte Abhandlungen zur Stammesgeschichte und der Biologie der Bienen. Er wandte sich darin gegen eine rein mechanistische Deutung der Bienen als bloße Reflexmaschine, warnte aber gleichzeitig davor, in ihr scheinbar intelligente Verhalten zu vermenschlichen. Er erkannte, dass Bienen offenbar ein Gedächtnis besitzen und dass sie in der Lage sind, gemachte Erfahrungen zu verarbeiten. Er glaubte, dass sich Bienen untereinander über eine sehr entwickelte Lautsprache verständigen können.
Einen wesentlichen Beitrag leistete er zur Systematik und Taxonomie der Honigbienen. Er wandte dabei eine strenge Artdefinition an und reduzierte die Zahl der bekannten Bienenarten auf drei, denen er alle anderen bisherigen bekannten Bienenarten als Unterarten zuordnete: Apis dorsata. Apis florea und Apis mellifera. Dazu stellte er Überlegungen zur phylogenetischen Entwicklung der Honigbienen an, die vor allem auf seinen Beobachtungen zum Sozialverhalten von Solitärbienen und den staaten-bildenden Honigbienen basierten. von Buttel-Reepen gab der Heidebiene, einem Ökotyp der Dunklen Biene den lateinischen Namen Apis mellifera lehzeni und beschrieb als erster die Asiatische Rote Honigbiene, der er dem russischen Bienenwissenschaftler Grigorij Aleksandrovič Koževnikov (1866–1933) zu Ehren den Namen Apis koschevnikovi gab.

## Veröffentlichungen
- Sind die Bienen Reflexmaschinen? Experimentelle Beiträge zur Biologie der Honigbiene. Georg Thieme-Verlag, Leipzig 1900.
- Die stammesgeschichtliche Entstehung des Bienenstaates sowie Beiträge zur Lebensweise der solitären und sozialen Bienen (Hummeln, Meliponinen etc.). G. Thieme, Leipzig 1903. doi:10.5962/bhl.title.11069
- Entstehen die Drohnen aus befruchteten Eiern? Göhmann, 1904.
- Über den gegenwärtigen Stand der Kenntnisse von den geschlechtsbestimmenden Ursachen bei der Honigbiene (apis mellifica L.): ein Beitrag zur Lehre von der geschlechtlichen Präformation: Vortrag gehalten auf dem Zoologen-Kongress in Tübingen. Wilhelm Engelmann, 1904.
- Aus dem Werdegang der Menschheit: Der Urmensch vor und während der Eiszeit in Europa. G. Fischer-Verlag, Jena 1911.
- Meine Erfahrungen mit den "denkenden" Pferden". Gustav Fischer-Verlag, 1913.
- Zur Psychobiologie der Hummeln: Dysteleologen in der Natur. Band 1, Thieme-Verlag, 1914.
- Das Problem der Elberfelder Pferde und die Telepathie. 1914.
- Leben und Wesen der Bienen. 1915.
- Eine merkwürdige Wirkung der "Milbenkrankheit" in Amerika! Fischer-Verlag, 1922.
- Über Fensterurnen. Band I und Band II, Gerhard Stalling Verlag, Oldenburg 1925 (Band I) und 1927 (Band II)
- Das Hügelgräberfeld von Höltinghausen. In: Oldenburger Jahrbuch des Vereins für Altertumskunde und Landesgeschichte. 1926.
- Zur Vorgeschichte Nordwest-Deutschlands. Oldenburg 1930.
- Ein neuer Fund des Urmenschen in Deutschland (Homo visurgensis). In: Mannus – Zeitschrift für Deutsche Vorgeschichte. 22, 1930, S. 169–170.